# Ferdinand Hiller
Ferdinand Hiller (24. října 1811 Frankfurt nad Mohanem – 11. května 1885 Kolín nad Rýnem) byl německý hudební skladatel, dirigent a hudební pedagog.

## Životopis
Jeho prvním učitelem byl Aloys Schmitt a v deseti letech byl poslán k Hummelovi do Výmaru. Zde se věnoval kompozici a udělal velký pokrok ve hře na klavír. Počátkem roku 1827 jel s Hummelem do Vídně, kde navštívil umírajícího Beethovena.
Po krátkém pobytu doma odešel Hiller v roce 1829 do Paříže, kde zůstal do roku 1836. Do Frankfurtu se vrátil až po smrti otce. 8. ledna 1839 uvedl v Miláně svou operu La Romilda a začal pracovat na oratoriu Die Zerstörung Jerusalems. Odešel za svým přítelem Mendelssohnen do Lipska, kde v letech 1843 až 1844 dirigoval v Gewandhausu řadu koncertů a uvedl své oratorium.
Po cestě do Itálie, kde studoval chrámovou hudbu byly provedeny další dvě opery: Der Traum a Konradin, 1845 a 1847 v Drážďanech. Jako dirigent působil v Düsseldorfu a Kolíně; v Paříži vedl v letech 1851 a 1852 Opéra Italien. Od roku 1853 byl dvanáctkrát ředitelem Dolnorýnského hudebního festivalu.

## Dílo (výběr)

### Jevištní díla
- La Romilda (Gaetano Rossi) (premiéra 8. ledna 1839 v Miláně)
- Der Traum der Christnacht (Carl Gollmick), 3 akty (premiéra 9. dubna 1845 v Drážďanech)
- Konradin (Robert Reinick) (premiéra 13. října 1847 v Drážďanech)
- Der Advokat (Roderich J. Benedix), komická opera, 2 akty (premiéra 21. prosince 1854 v Kolíně)
- Die Katakomben (Hartmann), 3 akty (premiéra 15. února 1862 ve Wiesbadenu)Ferdinand Hiller

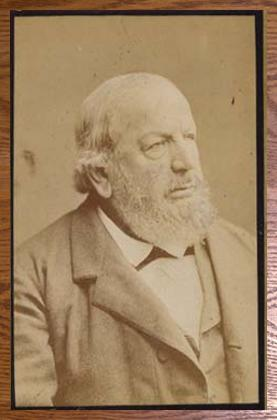
Ferdinand Hiller

- Der Deserteur (Ernst Pasqué), 3 akty (premiéra 17. února 1865 v Kolíně)

### Pro klavír a orchestr
- Klavírní koncert č. 1, f-moll op. 5
- Klavírní koncert č. 2, fis-moll, op. 69
- Klavírní koncert č. 3, As-Dur „Concerto espressivo“ op. 170

### Jiná díla
- Die Zerstörung Jerusalems, oratorium
- ABC-Buch für kleine und große Kinder / gezeichnet von Dresdner Künstlern. Mit Erzählungen und Liedern von R. Reinick und Singweisen von Ferdinand Hiller. Wigand, Lipsko 1845 Digitalizovaná verze
- Düsseldorfer Lieder-Album : 6 Lieder mit Pianofortebegleitung. – Düsseldorf : Arnz, 1851. Digitalizovaná verze

## Publikace
- Plaudereien mit Rossini, Kölnische Zeitung, 1855
- Aus dem Tonleben unserer Zeit, 3 svazk, 1868–1871

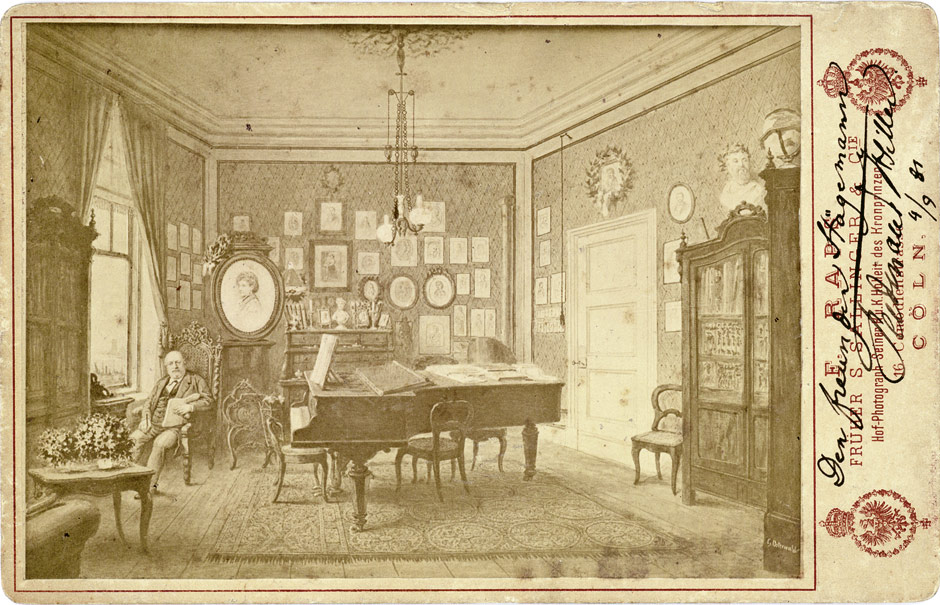
Ferdinand Hiller v hudebním kabinetu v Kolíně, 1881

- Ferdinand Hiller v hudebním kabinetu v Kolíně, 1881Briefe an eine Unbenannte. Kolín nad Rýnem 1877
- Künstlerleben, 1880
- Erinnerungsblätter, 1884

## Žáci
- Caspar Joseph Brambach (1833–1902)
- Max Bruch (1838–1920)
- Julius Buths (1851–1920)
- Engelbert Humperdinck (1854–1921)